# Playford River
Playford River är ett vattendrag i Australien. Det ligger i territoriet Northern Territory, omkring 890 kilometer sydost om territoriets huvudstad Darwin.
Trakten runt Playford River består i huvudsak av gräsmarker. Trakten runt Playford River är nära nog obefolkad, med mindre än två invånare per kvadratkilometer. Genomsnittlig årsnederbörd är 493 millimeter. Den regnigaste månaden är februari, med i genomsnitt 148 mm nederbörd, och den torraste är juni, med 1 mm nederbörd.